# Rhynchostruthus
Rhynchostruthus és un dels gèneres d'ocells de la família dels fringíl·lids (Fringillidae).

## Taxonomia
Segons la classificació del Congrés Ornitològic Internacional (versió 15.1, 2025), aquest gènere està format per tres espècies:
- Durbec de Socotra (Rhynchostruthus socotranus Sclater, PL & Hartlaub, 1881)
- Durbec d'Aràbia (Rhynchostruthus percivali Ogilvie-Grant, 1900)
- Durbec de Somàlia (Rhynchostruthus louisae Lort Phillips, 1897)